# Slipseknude
En slipseknude er en knude, der bindes på et slips. 
Der findes flere forskellige måder at binde en slipseknude, eksempelvis
- Four-in-hand
- Windsorknude
- Halv windsorknude
- Pratt-knude

| Tøj | Spire Denne artikel om tøj, sko eller lignende er en spire som bør udbygges. Du er velkommen til at hjælpe Wikipedia ved at udvide den. |